# Beata Kempa
Pour les articles homonymes, voir Kempa (homonymie).
Beata Agnieszka Kempa, née Płonka le 11 février 1966 à Syców, est une femme politique polonaise membre de Pologne souveraine (SP).

## Biographie

### Débuts en politique
Elle est diplômée en 1990 de la faculté de droit et d'administration de l'université de Wrocław. Élue en 1998 au conseil municipal de Syców, elle échoue à en devenir bourgmestre en 2002. Aux élections européennes du 13 juin 2004, elle postule sans succès dans la circonscription de Wrocław.

### Ascension et scission
Pour les élections législatives du 25 septembre 2005, elle se présente sur la liste de Droit et justice dans la circonscription de Wrocław, emmenée par Kazimierz Ujazdowski, et remporte alors 5 378 voix préférentielles. Le 19 octobre, Beata Kempa fait à 39 ans son entrée à la Diète. Elle est nommée le 22 mai 2006 secrétaire d'État du ministère de la Justice, dirigé par Zbigniew Ziobro.
Elle conserve son mandat au cours des élections législatives anticipées du 21 octobre 2007 en réunissant 10 228 votes de préférence. À nouveau candidate au Parlement européen lors des élections du 7 juin 2009, elle essuie un nouvel échec mais accumule alors 53 027 suffrages préférentiels.
Dans la perspective des élections législatives du 9 octobre 2011, PiS en fait sa tête de liste dans la circonscription de Kielce en remplacement de Przemysław Gosiewski, mort 18 mois plus tôt. Avec 70 127 voix préférentielles, elle conserve son siège et réalise le meilleur résultat de la circonscription.
Le 18 novembre suivant, elle est expulsée de PiS et de son groupe parlementaire. Elle rejoint Ziobro qui a fondé une dissidence : Pologne solidaire (SP) dont elle est désignée vice-présidente du groupe parlementaire. Elle devient vice-présidente du parti lors du congrès fondateur le 24 mars 2012. Tête de liste de SP aux élections européennes du 25 mai 2014, elle reste exclue de l'assemblée européenne. L'année suivante, SP et La Pologne ensemble (RP) forment le groupe de la Droite unie (ZP), où elle occupe un poste de vice-présidente.

### Ministre
Pour les élections législatives du 25 octobre 2015, elle se représente dans la circonscription de Wrocław, occupant la quatrième place de la liste de Droit et justice à la suite d'un accord entre les deux formations. Ses 29 877 votes de préférence, elle remporte le deuxième score de PiS et le quatrième du territoire, ce qui lui garantit sa réélection.
Le 16 novembre, Beata Kempa est nommée à 49 ans ministre sans portefeuille et chef de la chancellerie de la présidente du Conseil des ministres dans le gouvernement de droite de la conservatrice Beata Szydło.